# Макнотон, Дункан
Дункан Андерсон Макнотон (англ. Duncan Anderson McNaughton; 7 декабря 1910, Корнуолл, Онтарио — 15 января 1998, Остин) — канадский легкоатлет, который специализировался в прыжках в высоту. Олимпийский чемпион 1932 года с результатом 197 сантиметров. В 1930 году занял 4-е место на Играх Содружества.
Родился в семье инженера-строителя и учителя, был единственным ребёнком в семье. Поступил в университет Южной Калифорнии по специальности медицинского работника, однако на втором курсе обучения сменил на специальность геолога нефти и газа. Получил степень магистра в Калифорнийском технологическом университете в 1935 году. Работал в геологической службе Канады, в частности занимался изучением месторождений в Южной Америке. Во время Второй мировой войны служил в королевских военно-воздушных силах Канады.